# Saa gik 1945
|  | Denne artikel er oprettet af botten Steenthbot ud fra en ekstern database. Den kan derfor have sproglige fejl eller mangler. Denne skabelon kan fjernes efter kontrol af indholdet. |

Saa gik 1945 er en dansk dokumentarisk optagelse fra 1945.

## Handling
Magasin du Nords årsrevy 1945:

1) Skihop på Holtekollen.

2) Befrielsen: Fredag den 4. maj er den sidste af besættelsens og krigens tunge år. Freden er i sigte og reklamekontoret uddeler små fredsemblemer. 5. maj er der flag over alt og jublende mennesker på gaderne. I Magasin har dekoratørerne og håndværkerne travlt med at pynte til befrielsesfejringen. 'Gruppen' er i nattens løb trådt an. Direktør Schibler indleder den store dag med tale til personalet, derefter direktør Bøgelund Jensen. Magasin lukker resten af dagen.

3) De første betjente på gaden.

4) Bespisning af frihedskæmpere i Magasin. På 10 dage blev der serveret 10.000 portioner mad. Der patruljeres foran stormagasinet. Direktør Reinhard besøger 'Gruppen' i Magasin.

5) En række strålende dage begynder.

6) Kongen åbner Rigsdagen og kører gennem byen.

7) "Monty" holder sit indtog i København.

8) Pligterne fortsætter. Erhard Petersen og Ott besøger 'Gruppen'. Ude i hovedledelsen på "Stjernen" er den mest aktive Magasin-mand i virksomhed døgnet rundt.

9) Lov og orden vender tilbage og hverdagen begynder igen.

10) Levende vinduesudstilling i anledning af uldgarns-indsamling.

11) Træningsskolen afslutter sine personalekurser. Personaleforeningens store frihedsfest.

12) Direktør Raaschou vender hjem efter sit første London-besøg efter krigen.

13) Royal Air Force-udstillingen forberedes. Udstillingen åbnes 23. juni af Sir Arthur Coningham og Prins Axel med Waff-orkesteret. De prominente gæster indskriver sig i Magasins gæstebog. Der sælges lodsedler til fordel for de bomberamte ved Shellhus-angrebet.

14) Seddelombytningen den 23. juli.

15) Dansk-svensk sportsstævne med besøg fra A.B. Kürschels væveri og tekstilfabrik i Malmø.

16) Den svenske Triva-Bygg-udstilling åbnes den 25. august.

17) Den store Victory-skydning.

18) Stormagasinernes sportsstævne på Gentofte Stadion den 9. september. Deltagere er Magasin, Illum, Fonnesbech, Daells Varehus og C&G.

19) Magasin-damer besøger den amerikanske luftstyrkes flyveudstilling i Kastrup.

20) Direktør Schiblers 70-års fødselsdag den 12. september.

21) Et strømpemærke frigives den 20. september.

22) Kong Chr. X's 75 års fødselsdag den 26. september.

23) Kunstforeningen præsenterer "Kunsten i hjemmet".

24) Juleskibet "Dronning Alexandrine" ankommer med de første engelske og amerikanske varer, bl.a. amerikanske hatte.

25) så er der chokolade igen!

26) Årets juleudstilling "Allieret Jul".